# Alipie Stâlpnicul
Sfântul Alipie Stâlpnicul a fost diacon în Adrianopol în Paflagonia. A trăit în secolul al VII-lea și a pătimit șaizeci și șapte de ani pe un stâlp (Stylit). Sărbătoarea sa este 26 noiembrie.